# 瘋狂戰爭
瘋狂戰爭（法語：Guerre folle）是法國歷史學家對中世紀晚期一場軍事衝突的稱呼，諸王子與封建領主結盟以反對法蘭西的安妮執政。戰爭在1485年到1488年。
作為反對法國王室的戰爭，叛軍得到法國的敵國如神聖羅馬帝國、卡斯提爾王國、英格蘭王國等國的支持。後來王室勝利，布列塔尼公國并入法蘭西王國。

## 戰爭經過
法王查理八世即位後幾年，因年幼而由姐姐法蘭西的安妮與姐夫波旁公爵皮埃爾二世共同擔任攝政，決策以安妮為主。其間奧爾良公爵試圖奪取攝政權，但最終失敗。1484年4月，奧爾良公爵前往布列塔尼與布列塔尼公爵會合，並向教皇尋求離婚，以娶布列塔尼公國的继承人安妮為妻，此計畫最終沒有成功，他也被軟禁在了吉恩。
奧爾良公爵于1485年1月17日逃离吉恩，試圖返回巴黎，但不成功。他于1485年2月3日设法逃到阿朗松，並於1485年8月30日，发布反對安妮宣言。王室军队向奥尔良進軍，但奧爾良公爵逃到了博让西，最終同意停戰。
1486年，叛乱再次爆发，同時在1486年6月，神聖羅馬帝國皇帝马克西米利安一世攻击法国北部，但被擊退。1487年1月11日，奧爾良公爵逃离布卢瓦城堡，再次去布列塔尼避难。王室军队于1487年2月从图尔出发，开始向西南进攻，以直攻布列塔尼。
同時法軍击退了神聖羅馬帝國軍隊。在南部，法軍也在诺特龙击败叛军。
1487年4月，因为人們普遍对布列塔尼公爵的執政感到不满，使他無法动员军队，於是王室军队進入了布列塔尼，並防止更多英国和其他地方的聯軍抵达。
法国王室軍隊在公国边境集结军队，准备进攻。7月12日，王室军队占领了富热尔和迪南。1488年7月28日，反法聯軍和法軍在聖奧班迪科爾米耶開戰，法军勝，布列塔尼公爵被迫接受戰敗条约。

## 後果
1488年8月20日，布列塔尼公爵与法国国王签署了萨布莱条约，承认自己是国王的附庸，並承诺将外国军队撤出公国。
弗朗西斯二世希望他的女儿安妮嫁给神聖羅馬帝國的馬克西米利安以确保布列塔尼的主权。
安妮于1489年1月即位为女公爵。布列塔尼的支持者希望安妮与马克西米利安結婚。但這违反了萨布莱条约，法国国王不同意这门婚事，最終法国王室与布列塔尼開戰，王室勝利，於是於1491年12月6日，安妮嫁给了查理八世。